# Limba protogreacă
Limba protogreacă este presupusă a fi ultimul strămoș comun al dialectelor grecești, inclusiv a limbii miceniene, a dialectelor grecești clasice, atic-ionic, eolic, doric, a dialectului de nord-vest și, în cele din urmă, a limbii grecești comune (koine) și a neogreacăi. Unii erudiți includ fragmentara limbă antică macedoneană, fie ca descinzând din mai vechea limbă „protoelină”, sau incluzând-o, prin definiție, printre dialectele limbii protogrecești.
Protogreaca ar fi fost vorbită în ultima parte a mileniului 3 î.Hr., cel mai probabil în Balcani. Unitatea protogreacăi s-ar fi terminat când migratorii elini, care vorbeau limba predecesoare micenienei, au ajuns în peninsula greacă fie prin secolul XXI î.Hr., sau în secolul XVII î.Hr., cel târziu. Ei s-au separat de grecii dorieni, care au ajuns în peninsulă aproape un mileniu mai târziu (vezi invazia doriană, epoca greacă întunecată), vorbind un dialect care rămăsese, din unele puncte de vedere, mai arhaic.
Evoluția protogreacăi ar trebui considerată pe fundalul unei uniuni lingvistică paleo-balcană timpuriu, care face dificilă delimitarea exactă a granițelor dintre limbile individuale. Reprezentarea caracteristic grecească a laringealelor de la începutul cuvintelor prin vocale protetice este împărtășită și de limba armeană, care mai împărtășește și alte trăsături fonetice și morfologice caracteristic grecești. Strânsa legătură a armenei cu greaca aruncă lumină asupra naturii parafiletice a izoglosei centum-satem.
Strânse asemănări ale limbii grecești vechi cu limba sanscrită vedică sugerează că atât protogreaca, cât și proto-indo-iraniana erau încă foarte similare ori cu proto-indo-europeana târzie, ceea ce ar plasa limba sanscrită în ultima parte a mileniului IV î.Hr., sau cu o protolimbă post-proto-indo-europeană greco-ariană. Greco-ariana are puțină susținere printre lingviști, având în vedere că atât distribuția geografică, cât și cea temporală a greacăi și indo-iranienei se potrivesc bine cu ipoteza Kurgan a proto-indo-europenei.

## Fonetică
Greaca este o limbă centum, ceea ce ar plasa o posibilă protolimbă greco-ariană înainte de satemizare, făcând-o identică cu proto-indo-europeana târzie. Protogreaca pare să fi fost afectată de obiceiul general de palatalizare caracteristic grupului satem, evidențiat, spre exemplu, de schimbarea postmiceniană a labiovelarelor în dentale înainte de e (e.g. kʷe > te „și”), dar influența satemică pare să fi afectat greaca doar după ce aceasta a pierdut palatovelarele (i.e. după ce devenise deja o limbă centum).
Schimbările principale ale sunetelor, care au separat proto-greaca de limba proto-indo-europeană includ:
- Aspirația intervocalică a lui /s/ -> /h/
- Aspiratele sonore devin mute.
- Disimilarea aspiratelor (legea lui Grassmann), probabil postmiceniană.
- y- (nu Hy-) la începutul cuvântului este întărit la dy- (mai târziu, ζ-)

Pierderea lui *s prevocalic nu a fost completă, fapt evidențiat prin sȳ́s ~ hȳ́s „porc”, dasýs „dens”, dásos „pădure”; sýn „cu” este un alt exemplu, contaminat de proto-indo-europeanul *ḱom (latină cum, greacă ant. kaí, katá, koinós), devenind cuvântul homeric/atic vechi ksýn.
Schimbările fonetice între protogreacă și miceniană includ:
- Pierderea consoanelor momentane finale; /m/ final -> /n/.
- /m/ și /n/ silabice -> /am/, /an/ înainte de sonante; altfel, /a/.
- Vocalizarea laringealelor între vocale și inițial înainte de consoane: /e/, /a/, /o/ de la h₁, h₂, și h₃ respectiv.
- Secvența CSHC (C = consoană, S = sonantă, H = laringeală) devine CSēC, CSāC, CSōC de la H = h₁, h₂, și h₃ respectiv.
- Secvența CSHV (C = consoană, S = sonantă, H = laringeală, V = vocală) devine CaSV.
- Pierderea lui s din ciorchinele consonantice, cu lungire suplimentară, esmi -> ēmi
- Crearea unui s secundar în ciorchine, ntia -> nsa. Transformarea ti -> si doar în dialectele sudice.

Aceste schimbări fonetice sunt deja complete în miceniană.
Pentru schimbări care au afectat majoritatea sau toate dialectele mai târzii, vezi limba greacă veche.

## Morfologie

### Substantivul
Dativul proto-indo-european, cazurile instrumental și locativ s-au sincretizat într-un singur caz dativ. S-au inventat unele desinențe (dativ plural -si de la locativul plural -su).
Nominativul plural -oi, -ai înlocuiește proto-indo-europeanul târziu -ōs, -ās.
Superlativul în -tatos devine productiv.
Radicalul specific indirect gunaik- „femeie” (cf. gr. ant. genitiv γυναικός), atestat din Tabletele Tebei, este, probabil, protogrec; el apare, cel puțin ca gunai-, și în armeană.

### Pronumele
Pronumele houtos, ekeinos și autos sunt create. Folosirea cuvintelor ho, hā, ton ca articole este postmiceniană.

### Verbul
O izoglosă între greacă și sora ei, frigiana, este absența terminațiilor în r în diateza mijlocie greacă, aparent deja pierdută în protogreacă.
Protogreaca a moștenit augmentația, un prefix é- la formele verbale ale timpului trecut. Protogreaca împarte această trăsătură doar cu indo-iraniana și frigiana (și, până la un punct, cu armeana), susținând teoria unei „greco-ariene” sau a unui dialect „inter-indo-european”. Totuși, augmentația, până în timpul lui Homer, a rămas opțională și era, probabil, puțin mai mult decât o particulă liberă a propoziției în proto-limbă, care ar fi putut fi ușor pierdută de celelalte ramuri.
Desinențele verbale de diateză mijlocie, persoana I, -mai, -mān înlocuiesc pe -ai, -a. Desinența de persoana a III-a singular, pherei, e o invenție analogă, înlocuind presupusul doric *phereti, ionicul *pheresi (de la proto-indo-europeanul bʰéreti).
Timpul viitor este creat, inclusiv un viitor pasiv, ca și un aorist pasiv.
Sufixul -ka- este atașat unor perfecte și aoriste.
Sunt create infinitivele în -ehen, -enai și -men.

## Numeralele
- „unu”: nominativ *hens (genitiv *hemos), feminin *hmiā (> miceniană e-me /hemei/ (dativ), atic-ionic εἷς [gen. ἑνός], f. μία).

- „doi”: *dúwō (> miceniană du-wo /duwō/, homerică δύω, atic-ionică δύο)

- „trei”: nominativ *tréjes, acuzativ trins (> miceniană ti-ri /trins/, atic-ionică τρεῖς, dialectul lesbian (Lesbos) τρής, cretană τρέες)

- „patru”: nominativ *kʷétwores, genitiv *kʷeturōn (> miceniană qe-to-ro-we /kʷetrōwes/ „cu patru urechi”, atică τέτταρες, ionică τέσσερες, boețiană πέτταρες, dialectul lesbian πίσυρες, dorică τέτορες)

- „cinci”: *pénkʷe (> atic-ionică πέντε, lesbiană, thesaliană πέμπε)

- „șase”: *hwéks; (> atic-ionică ἕξ, dorică ϝέξ)
- „șapte”: *heptə́ (> atic-ionică ἑπτά)
- „opt”: *oktṓ (> atic-ionică ὀκτώ)
- „nouă”: *ennéwə (> atic-ionică ἐννέα, dorică ἐννῆ)
- „zece”: *dékə (> atic-ionică δέκα)
- „sută”: *hekətón (> atic-ionică ἑκατόν)

## Exemplu de text
Eduard Schwyzer, în cartea sa, Griechische Grammatik (1939, I.74-75) a tradus texte faimoase din greaca clasică în protogreacă. Reconstrucția sa a ignorat miceniana și presupunea pierderea protogreacă a labiovelarelor și a sonantelor silabice, printre altele. Astfel, reconstrucția lui Schwyzer corespunde mai mult unui dialect arhaic, dar postmicenian, decât cu protogreaca.
|                    | Greacă clasică | Protogreacă | Protogreacă |
| ------------------ | --- | --- | --- |
| Schwyzer           | Greacă clasică | Modern | |
| Platon, Apologia   | ὅτι μὲν ὑμεῖς, ὦ ἄνδρες Ἀθηναῖοι, πεπόνθατε ὑπὸ τῶν ἐμῶν κατηγόρων, οὐκ οἶδα· ἐγὼ δ’ οὖν καὶ αὐτὸς ὓπ’ αὺτῶν ὀλίγου ἐμαυτοῦ ἐπελαθόμην, οὕτω πιθανῶς ἔλεγον. καίτοι ἀληθές γε ὡς ἔπος εἰπεῖν οὐδὲν εἰρήκασιν | ‘ϝοττι μᾱν (?) υμμε, ω ανερες Αθᾱναιοι, πεπᾱσθε υπο κατᾱγορων μεο, ου ϝοιδα· εγω δε εον (?) κ. α. υ. α. ολιγοιο εμεο αυτοιο επελαθομᾱν, τως (oder *τω) πιθανως (oder -ω) ελεγοντ. κ. αλᾱθες γε ὡς (oder ὡ) ϝεπος ϝειπεεν (oder ϝευπ.) ουδε ἑν ϝεϝρηκᾰτι | *çokwid mān umhe. ō aneres Athānaïoi, pepãsthe upo katāgorōn meho. oju woida; egō de ōn kai autos up’ autōn oligoço emeho autoço epi lathomān, tō pithanō elegont. kai toi ãlāthes ge çō wekwos weikwehen oude hen wewrēkãti |
| Matei 6:9          | πάτερ ἡμῶν ὁ ἐν τοῖς οὐρανοῖς, ἁγιασθήτω τὸ ὄνομά σου | πατερ αμμεων ὁ (τοισι) ορϝανοισι (bzw. Sing.) (ἁγιον oder αγνον εστωδ) ενυμα τϝεο | *pater ãmhōn ho worhanoihi, çagion estōd enumã tweho |
| Homer, Odiseea 1.1 | Ἄνδρα μοι ἔννεπε, Μοῦσα, πολύτροπον | ανερα μοι ενσεπε (oder -τε) μοντja (μωντjα?) π. | *anerã moi enhekwet, montsa, polutrokwon |

Observații: Reconstrucția presupune că vechile combinații de aproximante + s, în oricare secvență (*ns, *ms, *rs, *ls, *u̯s, *i̯s, *sn, *sm, *sr, *sl, *su̯, *si̯),  erau pronunțate ca aproximante mute ([n̥, m̥, r̥, l̥, ʍ, ç]), înainte să fi fost simplificate ca aproximante sonore scurte cu lungire compensatorie ν, μ, ρ, λ, (ϝ), (ι), în multe dialecte, sau ca aproximante sonore lungi νν, μμ, ρρ, λλ, υ(ϝ), ι, in eolică. Se mai presupune că nazalele silabice PIE (*n̥, *m̥) se pronunțau ca nazalul [ã], înainte să se împartă în α, în multe dialecte, și ο, ca variantă, în alte dialecte (miceniană, arcadiană, eolică).